# Urochloa
Urochloa es un género  de plantas herbáceas de la familia de las gramíneas o poáceas. Es cosmopolita, distribuyéndose por todo el mundo. Comprende 130 especies descritas y de estas, solo 15 aceptadas.

## Descripción
Son plantas anuales o perennes, cespitosas, estoloníferas o rizomatosas; plantas hermafroditas o polígamas. Vainas redondeadas; lígula una membrana ciliada; láminas lineares a linear-lanceoladas. Inflorescencias terminales o terminales y axilares, panículas de varios a numerosos racimos simples o ramificados, las espiguillas en 2 hileras, solitarias y brevi pediceladas sobre los lados inferiores del raquis, las glumas inferiores mirando hacia la costilla media del raquis, o las espiguillas irregularmente pareadas sobre los lados inferiores del raquis o sobre las ramas del raquis, generalmente con una orientación alternante del inferior con respecto a la rama; espiguillas elípticas a ovadas, sin aristas, comprimidas dorsalmente, aplanado-convexas o biconvexas, con 2 flósculos; desarticulación por debajo de las glumas, la espiguilla caediza como una unidad; gluma inferior corta, enervia o hasta 11-nervia, gluma superior y lema inferior casi tan largas como la espiguilla, herbáceas, 5–11-nervias, frecuentemente con nervaduras transversales; flósculo inferior estaminado o estéril; pálea inferior ausente o presente; flósculo superior bisexual, cartilaginoso o rígido, ruguloso, obtuso a apiculado, los márgenes enrollados sobre la pálea; pálea tan larga como la lema superior y de la misma textura; lodículas 2; estambres 3; estilos 2. Fruto una cariopsis; embrión 1/2–4/5 la longitud de la cariopsis, hilo elíptico o circular.

## Taxonomía
El género fue descrito por Ambroise Marie François Joseph Palisot de Beauvois y publicado en Journal of Botany, British and Foreign 66: 141. 1928. La especie tipo es: Urochloa panicoides P.Beauv.
Citología
El número cromosómico básico es x = 7 y 9, con números cromosómicos somáticos de 2n =  18, 28, 32, 36, 48, 54, 64 y 72. Nucléolos persistentes.

## Especies aceptadas
A continuación se brinda un listado de las especies del género Urochloa aceptadas hasta noviembre de 2014, ordenadas alfabéticamente. Para cada una se indica el nombre binomial seguido del autor, abreviado según las convenciones y usos.	
- Urochloa brachyura (Hack.) Stapf
- Urochloa chennaveeraina (Basappa & Muniy.) Ashalatha & V.J. Nair
- Urochloa echinolaenoides Stapf
- Urochloa glumaris (Trin.) Veldkamp
- Urochloa longifolia B.S.Sun & Z.H.Hu
- Urochloa mosambicensis (Hack.) Dandy
- Urochloa oligotricha (Fig. & De Not.) Henrard
- Urochloa panicoides P.Beauv.
- Urochloa platyrrhachis C.E.Hubb.
- Urochloa rudis Stapf
- Urochloa sclerochlaena Chiov.
- Urochloa semiverticillata (Rottler ex Steud.) Ashalatha & V.J. Nair
- Urochloa setigera (Retz.) Stapf
- Urochloa trichopodioides (Mez & K.Schum) S.M.Phillips & S.L.Chen
- Urochloa trichopus (Hochst.) Stapf